# Delirium (novela de Lauren Oliver)
Delirium es una novela juvenil de Lauren Oliver sobre una joven, Magdalena "Lena" Haloway, que se enamora en una sociedad distópica donde el amor es visto como una enfermedad. Es la primera entrega de la trilogía del mismo título. Fue publicada en Estados Unidos el 1 de febrero de 2011, y en España el 4 de marzo de ese mismo año

## Historia
¿Qué tenía el amor que nos transformaba de esa manera, que nos afectaba hasta el punto de impedirnos pensar con claridad o tomar decisiones racionales? Estrés, ansiedad, hipertensión, insomnio, depresión... eran solo unos pocos de los síntomas que sufrían los contagiados. El amor: la enfermedad que llevaba atormentando a la humanidad desde el principio de los tiempos. Afortunadamente, ya no supone un peligro. Llegados al siglo XXII, los científicos hallaron la cura definitiva contra esa terrible pandemia que asolaba el mundo.
«El amor, la más mortal de todas las cosas mortales», ha sido declarado enfermedad altamente contagiosa. Ahora, todos los ciudadanos deben someterse a la operación quirúrgica con la que su capacidad de amar será definitivamente extirpada.
A sus diecisiete años, Lena Haloway cuenta impaciente los días hasta su intervención. Vive convencida de que después todo irá mejor. Podrá ser feliz, vivir a salvo, libre del dolor, libre del odio, libre de que esa dichosa enfermedad pueda contaminar su sangre. Tras la operación, será emparejada con un chico y vivirá tranquila y en calma, hasta el fin de sus días… o eso creía. Pues, sin previo aviso, llegará una persona que lo cambiará todo. Una simple persona. Un chico. Alex.
Ahora, la idea de vivir sin amor la atormenta. Ahora, preferiría morir a renunciar a él. Ahora, está dispuesta a desafiar a su familia, a sus profesores, al Consorcio, incluso a ella misma. Ahora, Lena está impregnada de amor.
Ambientada en un Portland distópico, descubriremos una sociedad regida bajo la opresión de un gobierno decidido a acabar con los sentimientos. Con un estilo apasionante y un ritmo frenético, Lauren Oliver nos muestra una historia de alienados y resistentes, de lucha y de sentimientos sin fronteras.

## Sinopsis
“Siempre me han dicho que el amor es una enfermedad, y que he de curarme para vivir feliz y en calma. Siempre los he creído. Hasta ahora. Ahora todo ha cambiado. Ahora prefiero estar enferma durante una fracción de segundo, que vivir cien años ahogada por una mentira.”
Una vida sin amor es una vida sin sufrimiento: segura, medida, predecible y feliz. Por eso cuando los habitantes de esta ciudad del siglo XXII cumplen los 18 años, se someten a la intervención, que consiste en la extracción de la parte del cerebro que controla las emociones. A nadie le gusta estar enfermo. Afortunadamente, en el siglo XXII los científicos han encontrado la cura para la pandemia que, durante milenios, asoló el planeta. Se contagiaba más rápido que cualquier otra enfermedad, afectando a cientos cada día, y a millones al cabo del año. Era tan grave que, encontrada la cura, el gobierno decretó su administración a todos los ciudadanos, a partir de los 18 años. Lena Haloway está emocionada. Lleva años esperando cumplir 18. Por fin recibirá la cura, vivirá sin dolor, de un modo predecible y feliz. Por fin hay cura para esa enfermedad llamada amor. Lena espera ese momento con impaciencia, hasta que un día ocurrirá lo que más temía, se enamorará...

### Los libros
1. Delirium
2. Pandemonium
3. Requiem

LIBROS DE LOS PERSONAJES SECUNDARIOS
1. Hana
2. Raven
3. Alex
4. Annabel

## Personajes
- Magdalena "Lena" Haloway (Nuestra protagonista)
- Annabel Haloway (Madre de Lena)
- Alex Sheathes (Alex, un chico con un misterioso pasado)
- Hana Tate (La mejor amiga de Lena)
- Carol Tiddle (tía Carol)
- Grace Tiddle (La prima favorita de Lena)
- Jenny Tiddle (La otra prima de Lena)
- Tío Tiddle

## Secuelas
El segundo libro, Pandemonium, fue lanzado el 28 de febrero de 2012 en Estados Unidos y el 21 de febrero de 2012 en España. El último libro de la trilogía, Requiem, fue lanzado el 5 de marzo de 2013 en Estados Unidos .

## Libros complementarios
Entre el primer y segundo libro, Lauren Oliver escribió dos novelas cortas, Hana y Annabel, que fueron puestas a la venta el 28 de febrero y el 26 de diciembre de 2012, respectivamente. Otra secuela, entre el segundo y tercer libro, fue Raven , que fue lanzado el 5 de marzo de 2013. Esta, junto con las dos historias anteriores, salió en un mismo libro llamado Delirium Stories, el mismo día. Otra midquel, también entre el primer y el segundo libro, llamado Alex, fue puesto a la venta con la primera edición del último libro de la trilogía, Requiem.

## Adaptación
En 2013 se anunció que la actriz Emma Roberts, en el papel de Lena, protagonizaría una serie basada en el libro y producida por la cadena FOX. El 25 de febrero de 2013 Daren Kagasoff fue elegido como Alex Sheathes, el protagonista masculino y pretendiente de Lena. A finales de ese mismo mes, Gregg Sulkin fue confirmado como Julian Fineman, uno de los pretendientes de Lena, pero fue cambiado para ser el pretendiente de la mejor amiga de Lena, Hana Tate. El 1 de marzo de 2013, Jeanine Mason fue anunciada como Hana. El piloto fue dirigido por Rodrigo García Barcha y se estrenó en Estados Unidos el 20 de junio de 2014, pero finalmente FOX decidió no producir la serie.

## Recepción
Delirium se transformó en un superventas del New York Times y recibió críticas en su mayoría positivas, incluidas las de las revistas Kirkus Reviews y School Library Journal.